# Вершинин, Фёдор Григорьевич
Фёдор Григорьевич Вершинин (23 апреля 1905, дер. Едемская Шенкурского уезда Архангельской губернии, Российская империя — 29 февраля 1976, Ленинград, СССР) — советский военный моряк-подводник, Герой Советского Союза (7.02.1940). Капитан 1-го ранга (9.07.1949). Кандидат военно-морских наук (1952), доцент (1953).

## Юность
Родился 23 апреля 1905 года в деревне Едемская Шенкурского уезда Архангельской губернии (ныне Шенкурского района Архангельской области) в крестьянской семье. В 19 лет уехал в Архангельск, был на комсомольской работе (секретарь ячейки ВЛКСМ на лесопильном заводе в Архангельске, заведующий информационным отделом Архангельского губкома комсомола, инспектор политпросветработы в отделе просвещения Северных внутренних водных путей).

## Военная служба
В октябре 1927 года Ф. Г. Вершинин был призван на службу в Военно-морской флот. В том же году вступил в ВКП(б). В 1927—1929 годах учился в Школе подводного плавания Учебного отряда Морских сил Балтийского моря, после окончания которой с июня 1929 по октябрь 1931 года служил рулевым и старшим рулевым подводной лодки «Батрак». С октября 1931 по октябрь 1935 года — старшина рулевых, инструктор рулевого и сигнального дела, преподаватель специальных предметов Учебного отряда подводного плавания имени С. М. Кирова (УОПП). Окончил вечернее отделение Ленинградского морского техникума в 1935 году. В апреле 1937 года окончил командное отделение УОПП и был назначен помощником командира подводной лодки Щ-311. В феврале 1938 года назначен командиром подводной лодки Щ-311.

### Советско-финская война
Участвовал в боевых действиях в должности командира подводной лодки Щ-311, которая входила в состав 21-го дивизиона 1-й бригады подводных лодок Балтийского флота. Под его командованием корабль совершил один боевой поход с 24 декабря 1939 по 10 января 1940 года (старший на борту командир дивизиона капитан-лейтенант А. Е. Орёл). Подводная лодка находилась на позиции в Ботническом заливе и по официальным советским данным потопила три вражеских транспорта.

Подводная лодка «Щ-311» находилась на боевой позиции 18 суток в плохих метеорологических условиях (шторм, обледенение, мороз, дрейф во льдах и пурга). Несмотря на это, подлодка «Щ-311» полностью и на «отлично» выполнила боевую задачу, потопив три транспорта общим водоизмещением 10 000 тонн… Командир подводной лодки «Щ-311» капитан-лейтенант Ф. Г. Вершинин с исключительным мастерством, разумной смелостью маневрировал подлодкой при форсировании минированной узости пролива Кваркен, обеспечив подлодке быстрый и скрытный проход в Ботнику.— Из представления к званию Героя Советского Союза
Фактически действительно Ф. Вершинин трижды атаковал транспорты. Так днём 28 декабря «Щ-311» обнаружила и атаковала артиллерией транспорт, выпустив 67 снарядов, с подводной лодки наблюдались многочисленные попадания. Вершинин доложил о гибели транспорта водоизмещением 3-4 тыс. тонн, позднейшие иностранные историки считают, что атаке подвергся либо германский пароход «Зигфрид», либо финский танкер «Сигрид» в 1.224 брт, который был повреждён. Вечером того же дня Щ-311 настигла и атаковала артиллерией второй транспорт водоизмещением в 4.000 тн, выпущено 140 снарядов, фактически атакован финский пароход «Вильпас» водоизмещением 775 брт, перевозивший из Мальмё (Швеция) в Ваасу (Финляндия) груз пшеницы. Получив многочисленные попадания, пароход выбросился на прибрежные камни у маяка Норршер, где был добит торпедой с подводной лодки и разломился пополам. 5 января 1940 года в районе маяка Зюйдостброттен командир Щ-311 Ф. Г. Вершинин обнаружил шведский пароход «Фенрис» (484 брт, по докладу Вершинина имел 2 500 брт), который перевозил бочки с горючим. Поскольку командир парохода не отреагировал на предупредительный выстрел и не выполнил флажные сигналы с подлодки с требованием капитану судна прибыть на подводную лодку с документами, а продолжал движение и попытался оторваться, то после второго предупредительного выстрела Вершинин приказал открыть по судну артиллерийский огонь (выпущено 127 снарядов). Экипаж покинул судно, которое загорелось и село на мель, где и сгорело. Таким образом, за один поход Щ-311 уничтожила 2 транспорта и один повредила; это был наилучший боевой результат подводных сил Балтфлота за эту войну). Кроме того, в этом походе Щ-311 оторвалась от преследования финской канонерской лодкой «Карьяла».
За образцовое выполнение боевых заданий командования, личное мужество и героизм указом Президиума Верховного Совета СССР от 7 февраля 1940 года капитан-лейтенанту Вершинину Фёдору Григорьевичу присвоено звание Героя Советского Союза с вручением ордена Ленина и медали «Золотая Звезда» (№ 279). Подлодка «Щ-311» была награждена орденом Красного Знамени, весь экипаж награждён орденами и медалями.
С мая до декабря 1940 года — командир 21-го дивизиона подводных лодок Балтийского флота, а затем направлен слушателем в Военно-морскую академию РКВМФ им. К. Е. Ворошилова.

### Великая Отечественная война
Окончил академию в 1942 году, после чего продолжил службу на Балтийском флоте, будучи с мая 1942 по сентябрь 1943 года заместителем начальника штаба бригады подводных лодок БФ. С сентября 1943 по август 1944 года — командир подводной лодки «Л-1» отдельного дивизиона строящихся и капитально ремонтирующихся подводных лодок (лодка была выведена из строя из-за повреждений ещё в 1941 году, официально числилась в ремонте).
С августа 1944 по январь 1946 голда — начальник отделения подготовки противолодочной обороны отдела подводного плавания Балтийского флота. Во время Великой Отечественной войны Ф. Г. Вершинин лично разрабатывал оперативно-боевые документы для подлодок, уходящих в боевые операции на дальние коммуникации противника. В дивизионе строящихся и капитально ремонтирующихся подводных лодок в условиях блокады Ленинграда участвовал в достройке подводных лодок типа «К».

### Учебная и научная работа
В послевоенные годы был переведён сначала на учебную, а позднее на научную работу. С января 1946 — командир учебного дивизиона подводных лодок Краснознамённого УОПП и противолодочной обороны имени С. М. Кирова; с марта — начальник штаба учебного дивизиона учебной бригады подводных лодок; с июля 1946 — старший преподаватель Военно-морского авиационного училища имени С. А. Леваневского. С ноября 1947 по июнь 1960 года являлся преподавателем, заместителем начальника кафедры, начальником группы научных сотрудников (по разработке капитальных трудов) Военно-морской академии кораблестроения и вооружения им. А. Н. Крылова. 25 декабря 1952 стал кандидатом военно-морских наук, в 1953 году — доцентом.
С июня 1960 по декабрь 1964 года — старший научный сотрудник Военно-морской академии. С декабря 1964 — в отставке.
Умер 29 февраля 1976 года в Ленинграде. Похоронен на Ново-Волковском кладбище.

## Награды
- медаль «Золотая Звезда» № 279 Героя Советского Союза (7.02.1940);
- два ордена Ленина (7.02.1940, 21.08.1953);
- орден Красного Знамени (24.06.1948);
- орден Отечественной войны II степени (26.05.1945);
- орден Красной Звезды (3.11.1944);
- медали.

## Память
- На здании школы в деревне Усть-Паденьга Шенкурского района Архангельской области установлена мемориальная доска.